# ۲۴۸ (میلادی)
۲۴۸ (میلادی) دویست و چهل و هشتمین سال تقویم میلادی است.

## درگذشتگان
- پاکاتیانوس، غاصب امپراتوری روم

‎